# 绢毛山梅花
绢毛山梅花（学名：Philadelphus sericanthus）为虎耳草科山梅花属下的一个种。

## 扩展阅读
- 維基物種上的相關：绢毛山梅花